# 宮代廃寺
宮代廃寺（みやしろはいじ）は、岐阜県不破郡垂井町宮代にある白鳳期（飛鳥時代後期）の寺院跡。1968年（昭和43年）8月6日、岐阜県の史跡に指定されている。
南宮山の麓にあり、白鳳期に創建されたとみられる古代寺院の跡で、近隣には不破郡大領の宮勝木実を祭神とする大領神社があることから、その氏寺である可能性が指摘されている。また、『続日本紀』にある聖武天皇が行幸したと伝わる宮処寺に比定する説もあるが、宮代廃寺の北西には宮処寺跡とされる白鳳期の寺院跡が別に存在する。
1967年（昭和42年）および1972年（昭和47年）に発掘調査が行われており、寺域は150m四方あったと推定されている。また、宮代廃寺の塔心礎が藤樹寺の境内に宮代廃寺の碑と共に遺されており、12m四方の基壇を持つ三重塔が建っていたことが判明している。